# Virgen de la Peana (Ateca)
Nuestra Señora de la Peana,  Virgen de la Peana, es una advocación mariana católica. La imagen original se venera en la Iglesia de Santa María, en la localidad de Ateca, de la que es patrona.
Se trata de una talla del siglo XVI ubicada en un baldaquino de finales del siglo XIX, principios del siglo XX dentro de una capilla barroca del siglo XVII.
En la capilla existen dos lienzos en los que se puede ver a la virgen procesionando en el siglo XVIII.
La tradición dice que un fraile del convento del barrio de San Martín la encontró escondida tras un muro.